# Liste der Mitglieder des Sächsischen Landtags 1917/18
Diese Liste gibt einen Überblick über die Mitglieder des 37. ordentlichen Sächsischen Landtags, der vom 14. November 1917 bis zum 8. November 1918 tagte. Mit der Abdankung des sächsischen Königs Friedrich August III. endete im November 1918 die konstitutionelle Monarchie in Sachsen und das Wirken des Zweikammerparlaments.

## Zusammensetzung der I. Kammer

### Präsidium
- Präsident: Otto Friedrich Hermann Günther Graf Vitzthum von Eckstädt
- Vizepräsident: Rudolph Bernhard August Dittrich (ab 17. Januar 1918: Johann Karl Keil)
- 1. Sekretär: Johannes Käubler (ab 27. Oktober 1918: Paul Gustav Leopold von Hübel)
- 2. Sekretär: Paul Gustav Leopold von Hübel (ab 27. Oktober 1918: Albin Max Ay)

### Vertreter des Königshauses und der Standesherrschaften
| Besitz oder Institution                                      | Abgeordneter                            | Bemerkungen |
| ------------------------------------------------------------ | --------------------------------------- | ----------- |
| Sächsisches Königshaus                                       | Prinz Johann Georg                      |             |
| Besitzer der Standesherrschaft Königsbrück                   | Walter Naumann                          |             |
| Besitzer der Standesherrschaft Reibersdorf                   | Johann Georg Graf von Einsiedel         |             |
| Besitzer der Herrschaft Wildenfels                           | Friedrich Magnus V. zu Solms-Wildenfels |             |
| Vertreter der vier Schönburgischen Lehnsherrschaften         | ?                                       |             |
| Bevollmächtigter der fünf Schönburgischen Rezessherrschaften | ?                                       |             |
| Vertreter der Universität Leipzig                            | Adolf Wach                              |             |

### Vertreter der Geistlichkeit
| Amt                                  | Abgeordneter                 | Bemerkungen |
| ------------------------------------ | ---------------------------- | ----------- |
| Evangelischer Oberhofprediger        | Franz Wilhelm Dibelius       |             |
| Dekan des Domstifts zu Bautzen       | Franz Löbmann                |             |
| Superintendent zu Leipzig            | Karl August Seth Cordes      |             |
| Vertreter des Kollegiatstifts Wurzen | Johann Friedrich Kretzschmar |             |
| Vertreter des Hochstifts Meißen      | Karl von Kirchbach           |             |

### Auf Lebenszeit gewählte Abgeordnete der Rittergutsbesitzer
| Wahlbezirk            | Abgeordneter                                                        | Bemerkungen                                                                       |
| --------------------- | ------------------------------------------------------------------- | --------------------------------------------------------------------------------- |
| Meißner Kreis         | Karl Andreas Friedrich Wilhelm Moritz Vincenz Graf von Brühl-Renard |                                                                                   |
| Meißner Kreis         | Otto Steiger                                                        |                                                                                   |
| Meißner Kreis         | Georg von Altrock                                                   |                                                                                   |
| Erzgebirgischer Kreis | Otto Friedrich Hermann Günther Graf Vitzthum von Eckstädt           |                                                                                   |
| Erzgebirgischer Kreis | Hans Heinrich Graf von Könneritz                                    |                                                                                   |
| Oberlausitz           | Klemens Graf und Edler Herr zur Lippe-Biesterfeld-Weißenfeld        |                                                                                   |
| Oberlausitz           | Hans Rudolf von Sandersleben                                        |                                                                                   |
| Oberlausitz           | Karl Adolf Steiger                                                  | † Dezember 1917                                                                   |
| Oberlausitz           | Kurt Franz Ehregott Hempel                                          | Nachfolger des verstorbenen Karl Adolf Steiger, Mandatsantritt am 7. Februar 1918 |
| Leipziger Kreis       | Paul Gustav Leopold von Hübel                                       |                                                                                   |
| Leipziger Kreis       | Alfred Georg Sahrer von Sahr                                        |                                                                                   |
| Vogtländischer Kreis  | Heinrich Eduard Hüttner                                             |                                                                                   |
| Vogtländischer Kreis  | Sylvio Heinrich Horst von Kospoth                                   |                                                                                   |

### Rittergutsbesitzer durch Königliche Ernennung
- Dietrich August Leo Sahrer von Sahr
- Arthur Becker
- Karl Adolf von Carlowitz
- Karl Georg Levin von Metzsch-Reichenbach
- Maximilian Freiherr Dathe von Burgk
- Paul Mehnert
- Maximilian Senfft von Pilsach
- Benno von Nostitz-Wallwitz
- Erdmann Otto Leuschner
- Gustav Albert Lange († 1. Juni 1918)
- Otto Schmelzer (Mandatsantritt am 27. Oktober 1918)

### Magistratspersonen
| Wahlbezirk | Abgeordneter                                        | Bemerkungen                                                                       |
| ---------- | --------------------------------------------------- | --------------------------------------------------------------------------------- |
| Dresden    | Curt Bernhard Ottomar Blüher, Oberbürgermeister     |                                                                                   |
| Leipzig    | Rudolph Bernhard August Dittrich, Oberbürgermeister | Rücktritt am 31. Dezember 1917                                                    |
| Leipzig    | Karl Rothe, Oberbürgermeister                       | Mandatsantritt am 17. Januar 1918                                                 |
| Zwickau    | Johann Karl Keil, Oberbürgermeister                 |                                                                                   |
| Meißen     | Albin Max Ay, Oberbürgermeister                     |                                                                                   |
| Wurzen     | Anton Friedrich Theodor Seetzen, Bürgermeister      |                                                                                   |
| Plauen     | Johannes Georg Lehmann, Oberbürgermeister           |                                                                                   |
| Bautzen    | Johannes Käubler, Oberbürgermeister                 | Mandatsniederlegung zwischen Mai und Oktober 1918                                 |
| Bautzen    | Hermann Niedner, Oberbürgermeister                  | Mandatsantritt am 27. Oktober 1918 anstelle des ausgeschiedenen Johannes Kaeubler |
| Chemnitz   | Johannes Hübschmann, Oberbürgermeister              |                                                                                   |

### Vom König nach freier Wahl ernannte Mitglieder
- Paul Wäntig
- Otto Erbert († November 1917)
- Johannes Georg Reinecker
- Albert Brockhaus
- Gottlieb Paul Leonhardt
- Wilhelm Berkling (Mandatsantritt 19. Dezember 1917)

## Zusammensetzung der II. Kammer

### Präsidium
- Präsident: Paul Vogel
- Vizepräsidenten: Hans Christian Spieß, Julius Fräßdorf
- Sekretäre: Oskar Schanz, Otto Koch, Ernst Kleinhempel
- stellvertretende Sekretäre: Richard Hartmann, Max Heldt

### Städtische Wahlbezirke
| Wahlbezirk | Abgeordneter                       | Partei / politische Ausrichtung       | Bemerkungen |
| ---------- | ---------------------------------- | ------------------------------------- | ----------- |
| Dresden 1  | Friedrich Kaiser                   | NLP                                   |             |
| Dresden 2  | Franz Hettner                      | NLP                                   |             |
| Dresden 3  | Gotthold Anders                    | NLP                                   |             |
| Dresden 4  | Paul Vogel                         | NLP                                   |             |
| Dresden 5  | Ernst Schulze                      | SPD                                   |             |
| Dresden 6  | Otto Koch                          | Freisinnige Volkspartei               |             |
| Dresden 7  | Robert Wirth                       | SPD                                   |             |
| Leipzig 1  | Arthur Löbner                      | NLP                                   |             |
| Leipzig 2  | Georg Wappler                      | NLP                                   |             |
| Leipzig 3  | Richard Illge                      | SPD                                   |             |
| Leipzig 4  | Heinrich Lange                     | SPD                                   |             |
| Leipzig 5  | Georg Zöphel                       | NLP                                   |             |
| Leipzig 6  | Albert Steche                      | NLP                                   |             |
| Leipzig 7  | Johann Friedrich Seger             | SPD                                   |             |
| Chemnitz 1 | Franz Hermann Biener               | Deutsche Reformpartei                 |             |
| Chemnitz 2 | Max Clemens Langhammer             | NLP                                   |             |
| Chemnitz 3 | Albin Langer                       | SPD                                   |             |
| Chemnitz 4 | Karl Ernst Castan                  | SPD                                   |             |
| Plauen     | Oscar Günther                      | Freisinnige Volkspartei               |             |
| Zwickau    | Michael Ernst Bär                  | Freisinnige Volkspartei               |             |
| 1          | Ernst Emil Schwager                | Freisinnige Volkspartei               |             |
| 2          | Karl August Richard Hartmann       | NLP                                   |             |
| 3          | Georg Friedrich Alexander Knobloch | Konservativer Landesverein in Sachsen |             |
| 4          | Hans Christian Spieß               | Konservativer Landesverein in Sachsen |             |
| 5          | Karl Hermann Wittig                | Konservativer Landesverein in Sachsen |             |
| 6          | Georg Moritz Braun                 | NLP                                   |             |
| 7          | Johannes Hofmann                   | Konservativer Landesverein in Sachsen |             |
| 8          | Heinrich Beda                      | NLP                                   |             |
| 9          | Konrad Niethammer                  | NLP                                   |             |
| 10         | Oskar Schiebler                    | NLP                                   |             |
| 11         | Emil Hermann Gleisberg             | NLP                                   |             |
| 12         | Emil Nitzschke                     | NLP                                   |             |
| 13         | Johann Friedrich Roth              | Freisinnige Volkspartei               |             |
| 14         | Carl Albert Posern                 | NLP                                   |             |
| 15         | August Wilde                       | SPD                                   |             |
| 16         | Christian Louis Döhler             | NLP                                   |             |
| 17         | Karl Demmler                       | SPD                                   |             |
| 18         | Hermann Richard Seyfert            | NLP                                   |             |
| 19         | Wilhelm Ernst Roch                 | Freisinnige Volkspartei               |             |
| 20         | Emil Alwin Bauer                   | NLP                                   |             |
| 21         | Alban Schnabel                     | NLP                                   |             |
| 22         | Otto Zimmermann                    | NLP                                   |             |
| 23         | Karl Friedrich Bleyer              | NLP                                   |             |

### Ländliche Wahlbezirke
| Wahlbezirk | Abgeordneter               | Partei / politische Ausrichtung                          | Bemerkungen                              |
| ---------- | -------------------------- | -------------------------------------------------------- | ---------------------------------------- |
| 1          | Karl Otto Uhlig            | SPD                                                      |                                          |
| 2          | Max Rückert                | NLP                                                      |                                          |
| 3          | Karl Eduard Donath         | Konservativer Landesverein in Sachsen                    |                                          |
| 4          | Rudolph Elwir Hähnel       | Konservativer Landesverein in Sachsen                    |                                          |
| 5          | Ernst August Barth         | Konservativer Landesverein in Sachsen                    | sorbisch Arnošt Bart                     |
| 6          | Hermann Linke              | SPD                                                      |                                          |
| 7          | Bernhard Ferdinand Rentsch | Konservativer Landesverein in Sachsen                    |                                          |
| 8          | Michael Kockel             | Konservativer Landesverein in Sachsen                    | sorbisch Michał Kokla                    |
| 9          | Clemens August Träber      | Konservativer Landesverein in Sachsen                    |                                          |
| 10         | August Emil Nitzsche       | SPD                                                      |                                          |
| 11         | Eduard Oswin Frenzel       | Konservativer Landesverein in Sachsen                    |                                          |
| 12         | Georg Hermann Böhme        | Konservativer Landesverein in Sachsen                    |                                          |
| 13         | Arthur Hugo Göpfert        | NLP                                                      |                                          |
| 14         | Gustav Schmidt             | SPD                                                      |                                          |
| 15         | Oswin Eugen Schmidt        | Konservativ/Bund der Landwirte                           |                                          |
| 16         | Hermann Fleißner           | SPD                                                      |                                          |
| 17         | Georg Andrä                | Konservativer Landesverein in Sachsen                    |                                          |
| 18         | Max Schreiber              | Konservativer Landesverein in Sachsen                    |                                          |
| 19         | Franz Robert Greulich      | Konservativer Landesverein in Sachsen                    |                                          |
| 20         | Horst von Byern            | Konservativer Landesverein in Sachsen                    |                                          |
| 21         | Reinhold Born              | Konservativer Landesverein in Sachsen                    |                                          |
| 22         | Paul Oswald Friedrich      | Konservativer Landesverein in Sachsen                    |                                          |
| 23         | Peter Ernst Möller         | SPD                                                      |                                          |
| 24         | Max Förster                | NLP                                                      |                                          |
| 25         | Albrecht Philipp           | Konservativer Landesverein in Sachsen/Bund der Landwirte |                                          |
| 26         | Arno Schade                | Konservativer Landesverein in Sachsen                    |                                          |
| 27         | Otto Johannes Mangler      | Konservativer Landesverein in Sachsen                    |                                          |
| 28         | Kurt Harter                | Konservativer Landesverein in Sachsen                    |                                          |
| 29         | Richard Robert Schönfeld   | Konservativer Landesverein in Sachsen/Bund der Landwirte |                                          |
| 30         | Max Wilhelm August Heldt   | SPD                                                      |                                          |
| 31         | Theodor Bruno Mehnert      | SPD                                                      |                                          |
| 32         | Ernst Stephan Clauß        | NLP                                                      |                                          |
| 33         | Theodor Heymann            | Konservativer Landesverein in Sachsen                    |                                          |
| 34         | Reinhard Dietel            | Freisinnige Volkspartei                                  |                                          |
| 35         | Franz Alfred Brodauf       | Freisinnige Volkspartei                                  |                                          |
| 36         | Max Manilius Krauße        | SPD                                                      |                                          |
| 37         | Karl Sindermann            | SPD                                                      |                                          |
| 38         | Karl Heinrich Drescher     | SPD                                                      |                                          |
| 39         | Konrad Oertel              | Konservativer Landesverein in Sachsen/Bund der Landwirte | Mandatsniederlegung am 17. Dezember 1917 |
| 39         | Arno Leithold              | Konservativer Landesverein in Sachsen                    | Nachwahl                                 |
| 40         | Robert Müller              | SPD                                                      |                                          |
| 41         | Ernst Ottomar Kleinhempel  | NLP                                                      |                                          |
| 42         | Otto Paul Wilhelm Zimmer   | SPD                                                      |                                          |
| 43         | Max Winkler                | SPD                                                      |                                          |
| 44         | Maximilian Mehnert         | Konservativer Landesverein in Sachsen                    |                                          |
| 45         | Oskar Schanz               | Konservativer Landesverein in Sachsen                    |                                          |
| 46         | Julius Fräßdorf            | SPD                                                      |                                          |
| 47         | Emil Otto Richter          | SPD                                                      |                                          |
| 48         | Max Ottomar Singer         | NLP                                                      |                                          |